# Loučimské lípy
Loučimské lípy jsou památné stromy v obci Loučim jihovýchodně od Kdyně. Čtyři lípy velkolisté (Tilia platyphyllos) rostou u sochy sv. Jana Nepomuckého z roku 1818. 
Jejich stáří je odhadováno na 180 let. Obvody jejich kmenů měří od 300 do 360 cm, koruny dosahují do výšky 27, 22, 21 a 25 m (měření 1994). Celá skupina je chráněna od roku 1997 pro svůj vzrůst, jako krajinná dominanta a součást památky.

## Externí odkazy

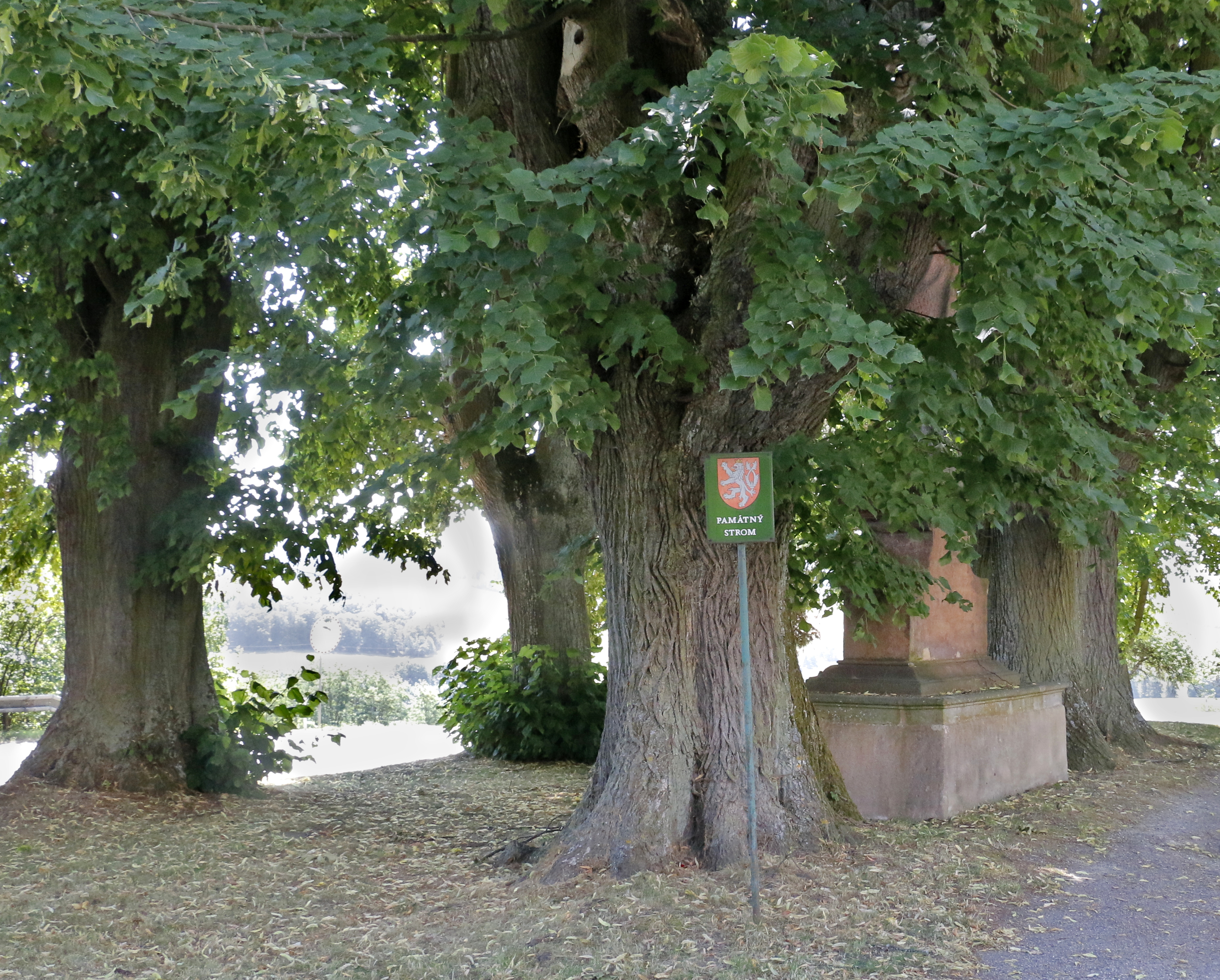
Kmeny stromů